# Yu-Gi-Oh! Vrains
Yu-Gi-Oh! Vrains (遊☆戯☆王VRAINS, Yū-Gi-Ō Vureinzu) é uma série de anime japonesa. É a sexta da franquia Yu-Gi-Oh! produzida pelo Studio Gallop. Teve seu primeiro episódio exibido no Japão no dia 10 de maio, na TV Tokyo às 6:25 da manhã (horário de Brasília). Foi anunciada no evento Jump Festa da Shueisha em 17 de dezembro de 2016. A série é protagonizada por Yusaku Fujiki e tem um ambiente futurístico. A série conta com um novo estilo de duelo, chamado Speed Duel (que também é utilizado no jogo para Android chamado Yu-Gi-Oh! Duel Links), que são feitos em cima de hoverboards. Nesse estilo de duelo os duelistas começam com apenas 4 cartas na mão, em 3 Zonas de Monstros e Magia/Armadilha, além de contar com 2 novas zonas chamadas de Extra Monster Zones, onde os Monstros Links serão Invocados. O anime também tem "Master Duels", que segue as regras dos duelos padrões. A série também conta com Charisma Duelists, que duelam para entreter seu público, e são representações de Youtubers! No Brasil, o anime esteve em fase de dublagem no estúdio Atma Entretenimento. A Pluto TV anunciou a adquirição do anime para vários lugares do mundo, inclundo a América Latina, em novembro de 2020, com data de estreia para 1 de fevereiro. Em Portugal, a 30 de maio de 2025, a SIC K anunciou a estreia da série em Portugal. confirmando a sua estreia mais tarde para o dia 1 de julho de 2025 (terça-feira) á meia noite (00h), atualmente, novos episódios estão a ser exibidos de segunda á quinta às 00h (meia noite), dobrado em inglês com legendas feitas pelos estúdios PSB. (embora seja de terça á sexta, uma vez que o horário 24h dá SIC K começa às 06h e não às 00h). Uma maratona dos episódios que dão na semana foi exibida de 6 de julho de 2025 a 20 de julho de 2025 às 23h15 na SIC K, normalmente está foi exibida todos os domingos á noite. os motivos que levaram a maratona deixar de ser exibida são até então desconhecidos. A maratona foi substituída por mais um filme de fim de semana. É primeira série anime de Yu-Gi-Oh! a ser exibida na versão legendada em Portugal. a estreia também ocorreu 3 meses depois da saída de Yu-Gi-Oh! Sevens no canal Panda Kids, também de Portugal.
O termo 'VRAINS' deriva de 'Realidade Virtual' (VR), 'Inteligência Artificial' (AI), 'Sistema de Rede' (NS). A série gira em torno das façanhas do protagonista Yusaku dentro do mundo virtual chamado VRAINS. Também apresenta a mecânica de jogo de "Link Summon", mas como seu antecessor Yu-Gi-Oh! Arc-V, tenta fornecer holofotes compartilhados com outros tipos de mecânica de invocação relevantes para o jogo também.

## Enredo
A série se passa em uma realidade futurística, em um local conhecido como Den City, milhares de duelistas participam de um espaço de realidade virtual conhecido como LINK VRAINS, criado pela SOL Technologies, onde os usuários podem criar avatares únicos e participar de jogos de Duelo de Monstros entre si. Enquanto uma misteriosa organização de hackers conhecida como os Cavaleiros de Hanói, liderada por Varis, ameaça este mundo, um estudante do ensino médio e gênio do hacker chamado Yusaku Fujiki luta contra eles sob o disfarce de Playmaker.  Tanto os cavaleiros quanto as tecnologias SOL também buscam um programa de inteligência artificial autoconsciente peculiar, que detém a chave para uma área secreta dentro da rede chamada Cyberse World, que os Cavaleiros de Hanói procuram destruir. Quando a série começa, Yusaku vê a chance de capturar essa IA, que ele chama de Ai, que desencadeia um turbilhão digital em LINK VRAINS conhecido como Data Storm.  Quando o aparecimento desta tempestade dá origem a Speed Duels, em que os duelistas surfam no vento enquanto duelam, Yusaku luta contra Hanói para descobrir a verdade sobre um incidente que aconteceu com ele há 10 anos e conseguir recuperar suas memórias.  Com a ajuda de dois Duelistas de Carisma, Go Onizuka e Blue Angel, Playmaker consegue derrotar Varis, salvando toda a rede e se separando de Ai, que decide retornar ao seu próprio mundo, o Cyberse World.
Três meses após a queda de Hanói, Ai descobre que o Cyberse World foi destruído e seus amigos não foram encontrados, o que o levou a retornar a Yusaku. Enquanto isso, Yusaku luta mais uma vez como Playmaker após a consciência do irmão mais novo de seu amigo, Cal Kolter, ser roubado por um misterioso inimigo chamado Bohman. Em busca de Bohman, Yusaku e Ai se juntam a Theodore Hamilton, uma vítima do Incidente Perdido como Yusaku, que usa o pseudônimo de Soulburner online e amigo Fire Ignis de Ai baseado em Theodore, Flame. Aqua, o Water Ignis, segue logo em seguida, tornando-se parceira de Skye. Ao mesmo tempo, Varis revive os Cavaleiros de Hanói para lutar contra os novos inimigos. É revelado que Bohman é um AI senciente criado pelo Light Ignis, Lightning, que revela que foi ele quem destruiu o Mundo Cyberse e roubou a consciência do irmão de Cal. Julgando Ignis superior, ele decide destruir a humanidade. The Wind Ignis, Windy, também auxilia Lightning depois que seu programa foi reescrito à força. Para derrotar a equipe de Lightning, Yusaku e seus amigos unem forças com Hanoi e entram na fortaleza de Lightning. Ambos os lados lutam até que apenas Playmaker, Ai e Bohman são deixados com o último tendo absorvido todos os outros Ignis. Antes de morrer, Flame e Aqua dão a Ai o último de seus poderes, permitindo que ele e o Playmaker derrotem Bohman. e Bohman é deixado com o último tendo absorvido todos os outros Ignis.
Após a luta contra Bohman, LINK VRAINS é fechado e Ai desaparece junto com o robô de Yusaku, Roboppi. Substituindo o LINK VRAINS, a SOL Technology desenvolve um robô humanóide SOLtis, que Ai e Roboppi usam para se infiltrar na SOL Technology e atacar seu alto executivo, Queen. Sabendo que ele será o próximo alvo, o irmão mais velho de Skye, Akira, pede a ajuda do Playmaker e de seus amigos, bem como de Hanói, mais uma vez para protegê-lo. Ai e Roboppi conseguem derrotar todos, exceto Playmaker, Soulburner e Varis, que são forçados a lutar contra iscas. Depois de derrotar Akira e assumir o comando da SOL Technology, Ai reabre o LINK VRAINS e entrega uma mensagem para o Playmaker informando sobre o paradeiro de sua localização. Yusaku enfrenta Ai sozinho, levando os dois para um duelo. Ai explica que Lightning deixou para trás uma simulação que mostra que o mundo será destruído se Ai for o único Ignis restante. Temendo que ele se torne como Lightning e Bohman, Ai decide acabar com sua vida pela mão do Playmaker se ele perder ou espalhando seus dados no SOLtis se ele ganhar. Apesar da tentativa do Playmaker de dissuadir Ai, ele ainda se recusa a recuar, forçando o Playmaker a derrotá-lo. Em seu último momento, Ai revela que dentro das simulações, Yusaku sempre acaba morrendo protegendo-o, que é um futuro que ele deseja evitar. Meses após a batalha final, todos seguem com suas vidas e Yusaku parte em uma jornada. Em algum lugar da rede, Ai é revelado estar vivo.